# Нові Лагері
Но́ві Лагері — село в Україні, у Новокаховській міській громаді Каховського району Херсонської області. Населення становить 472 осіб. 
24 лютого 2022 року село тимчасово окуповане російськими військами під час російсько-української війни.

## Історія
22 червня 2023 року рішенням №230 Національної комісії зі стандартів державної мови віднесено до списку населених пунктів, які «можуть не відповідати лексичним нормам української мови», зокрема стосуватися «російської імперської чи колоніальної політики». Громаді рекомендовано запропонувати нову назву в установленому законодавством порядку.